# Grand Prix Adria Mobil 2023
Il Grand Prix Adria Mobil 2023, nona edizione della corsa, valido come evento dell'UCI Europe Tour 2023 categoria 1.2, si svolse il 26 marzo 2023 su un percorso di 180,1 km, con partenza e arrivo a Novo Mesto, in Slovenia. La vittoria fu appannaggio dello sloveno Tilen Finkšt, il quale completò il percorso in 4h08'50", alla media di 43,427 km/h, davanti agli italiani Filippo Fortin e Luca Colnaghi.
Sul traguardo di Novo Mesto 119 ciclisti, su 163 partenti, portarono a termine la competizione.

## Squadre partecipanti
| N.      | Cod. | Squadra                       |
| ------- | ---- | ----------------------------- |
| 1-5     | VOS  | Voster ATS Team               |
| 11-17   | ADR  | Adria Mobil                   |
| 21-27   | LGS  | Ljubljana Gusto Santic        |
| 31-37   | CTK  | Cycling Team Kranj            |
| 41-45   |      | Ribno Alpine Resort Bled      |
| 51-57   |      | mebloJOGI Pro-concrete        |
| 61-66   | SWT  | Santic-Wibatech               |
| 71-77   | DKB  | Dukla Banská Bystrica         |
| 81-86   | CGC  | China Glory Continental CT    |
| 91-97   | MSP  | HRE Mazowsze Serce Polski     |
| 101-106 | TCM  | Tashkent City Professional CT |
| 111-117 | EPR  | Epronex-Hungary Cycling Team  |
| 121-125 | BUL  | Bulgaria                      |

| N.      | Cod. | Squadra                         |
| ------- | ---- | ------------------------------- |
| 131-137 | GBF  | G. Project-BardianiCSF-Faizané  |
| 141-147 | PBS  | Maloja Pushbikers               |
| 151-156 | TND  | Team Novo Nordisk Development   |
| 161-167 | GAL  | Gallina Ecotek Lucchini Colosio |
| 171-176 | XSU  | XSpeed United Continental       |
| 181-187 |      | Ferei-CCN Metalac               |
| 191-195 | SRT  | Scorpions Racing Team           |
| 201-205 | UNI  | Universe Cycling Team           |
| 211-216 | AQD  | Astana Qazaqstan DT             |
| 221-227 |      | Solme-Olmo                      |
| 231-236 | ATT  | ATT Investments                 |
| 241-245 | CTF  | Cycling Team Friuli             |
| 251-257 | Q3C  | Q36.5 Continental Cycling Team  |

## Ordine d'arrivo (Top 10)
| Pos. | Corridore        | Squadra     | Tempo    |
| ---- | ---------------- | ----------- | -------- |
| 1    | Tilen Finkšt     | Adria Mobil | 4h08'50" |
| 2    | Filippo Fortin   | Maloja      | s.t.     |
| 3    | Luca Colnaghi    | Gr. Project | s.t.     |
| 4    | Viktor Potočki   | Ljubljana   | s.t.     |
| 5    | Norbert Banaszek | HRE         | s.t.     |
| 6    | Mihkel Räim      | ATT         | s.t.     |
| 7    | Riccardo Perani  | Gallina     | s.t.     |
| 8    | Alessio Menghini | Solme       | s.t.     |
| 9    | Jakub Murias     | Voster      | s.t.     |
| 10   | Alessio Portello | Q36.5 CT    | s.t.     |